# Карликова пальма низька
Карликова пальма низька (Chamaerops humilis) — вид квіткових рослин родини пальмові (Arecaceae). Це вічнозелений кущ, який зазвичай заввишки до 2 метрів, але може досягати у висоту кількох метрів. Назва роду походить від грец. χαμαί — «на землі» і ῥώψ — «кущ». Видовий епітет з латинської перекладається як «низькорослий».

## Поширення
Рослина охоплює західну і центральну частини Середземномор'я — Північна Африка: Алжир; Лівія; Марокко; Туніс. Південна Європа: Італія; Франція; Португалія; Гібралтар; Іспанія; Мальта. Поширюється в основному в теплих районах поблизу узбережжя; віддає перевагу сонячному впливу і боїться сильних холодів. Росте на кам'янистих і піщаних ґрунтах.

## Опис
Рослина переважно багатостовбурна, часто густа й зрідка досягає висоти від 4 до 6 м, стебло діаметром 10–15 см. Крона від 70 до 80 сантиметрів, має напівкругле, як правило, жорстке листя. Кора темно-коричнева або червонувата. Пластинка листка до 2/3, розділена на від 10 до 20 секцій, які зелені або сіро-зелено-сині. Край листкової ніжки зубчасто-колючий. Рослини однодомні або дводомні, іноді полігамні. Квітки яскраво-жовтого кольору. Період цвітіння з квітня по червень. Це, як правило (але не завжди), дводомна рослина з чоловічими й жіночими квітами на окремих рослинах. Плоди кісточкові, кулясті або довгасті, з довжиною 12–45 мм дуже волокнисті, злегка солодкі, зелені на ранніх стадіях, червоно-жовті й коричневі в кінці терміну дозрівання.

## Використання
Культивується по всьому Середземномор'ї як декоративна рослина. Волокно отримують з листя використовується для виготовлення канатів, кошиків, килимків, капелюхів. Їхні листові бруньки їдять як овоч. Екологічно дуже корисна проти ерозії та опустелювання, регенерує після пожеж.

## Галерея

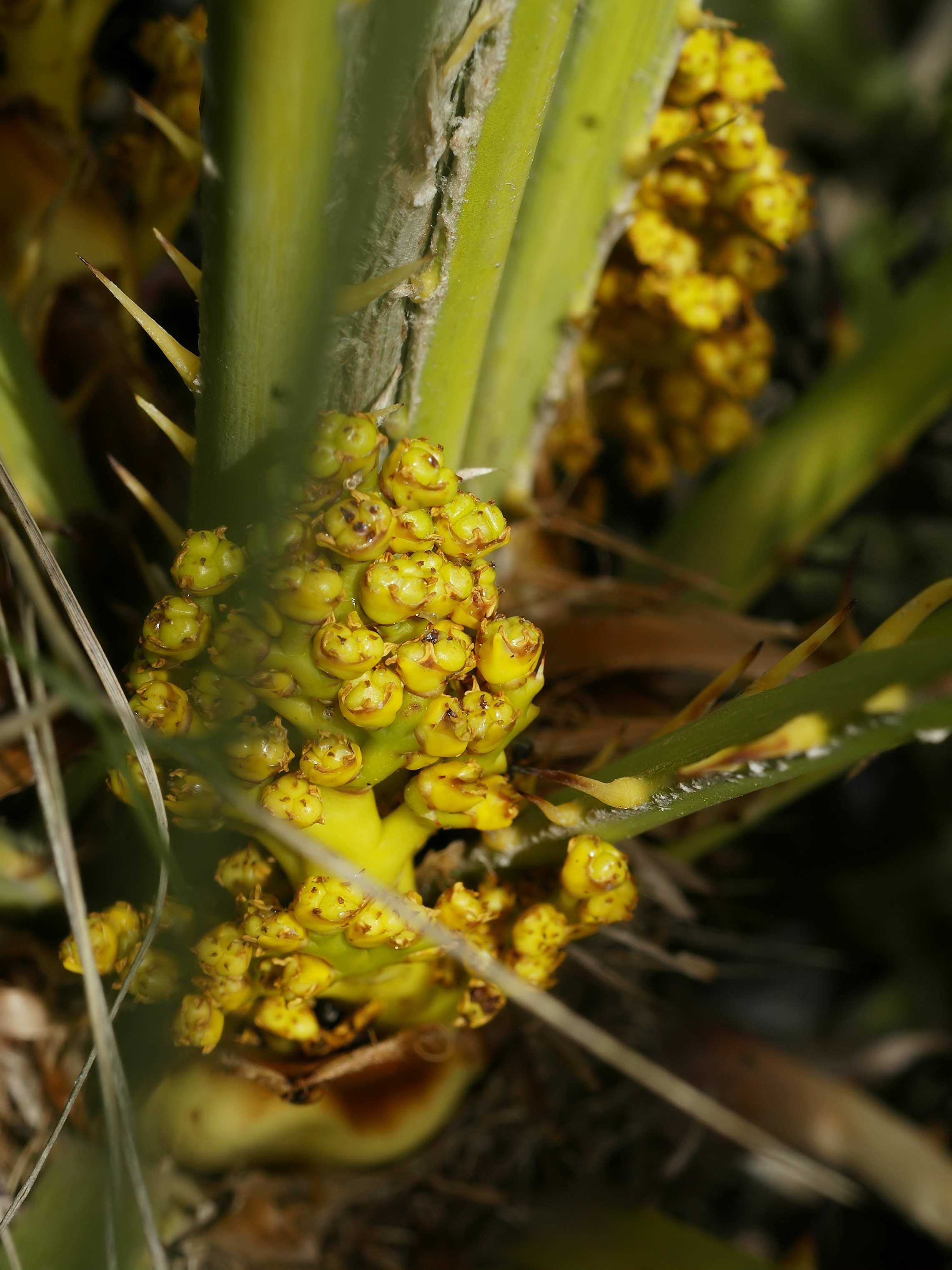
Жіночі квітки
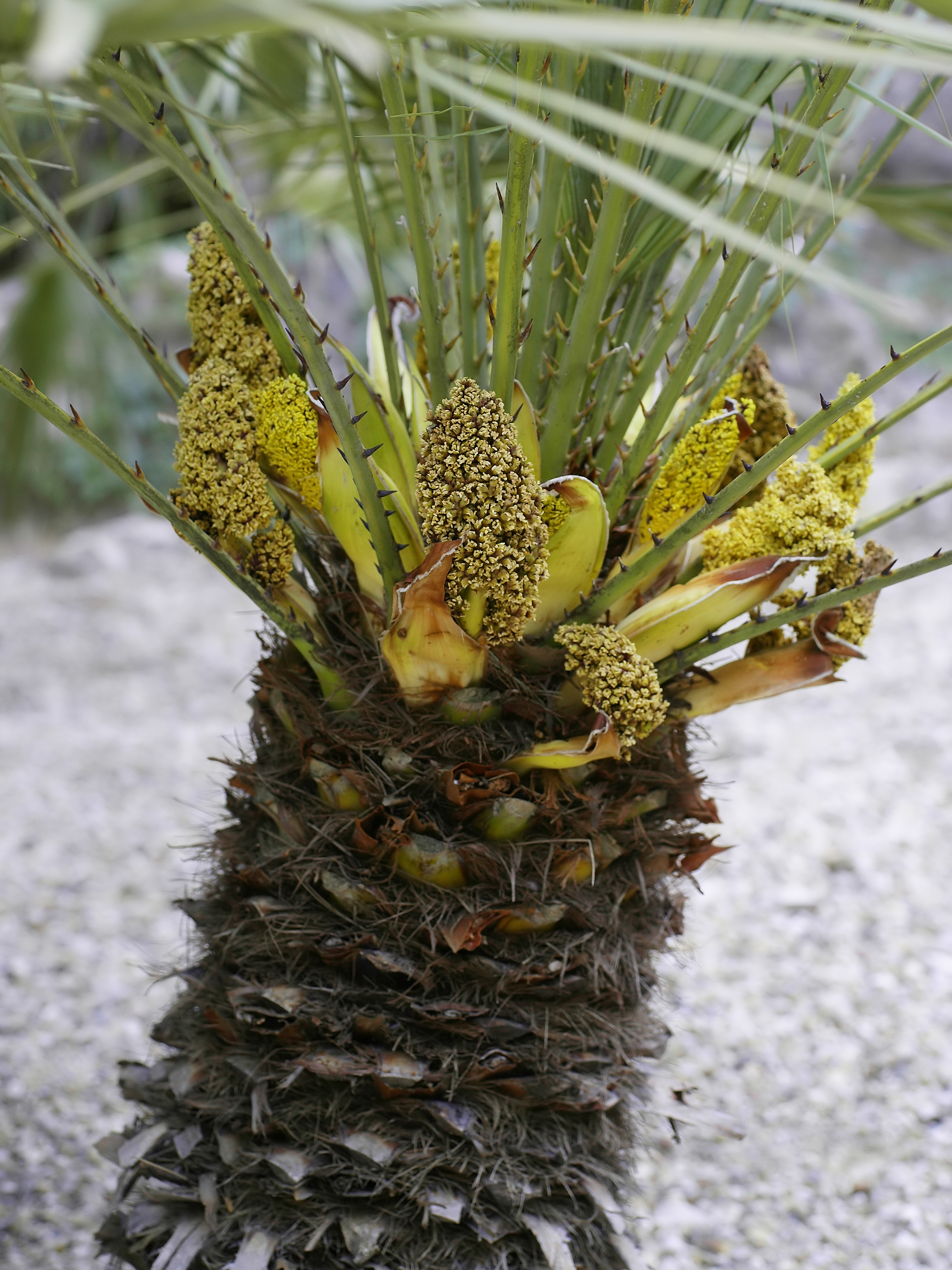
Чоловічі квітки
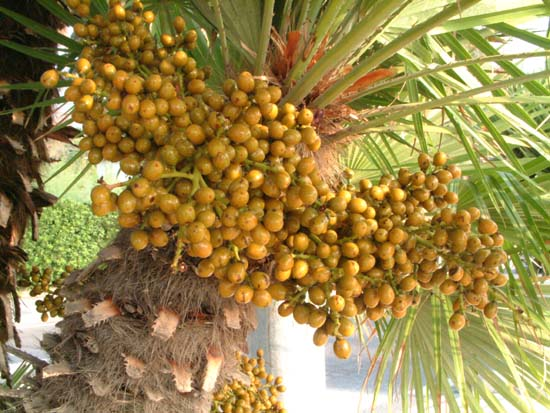
Плоди
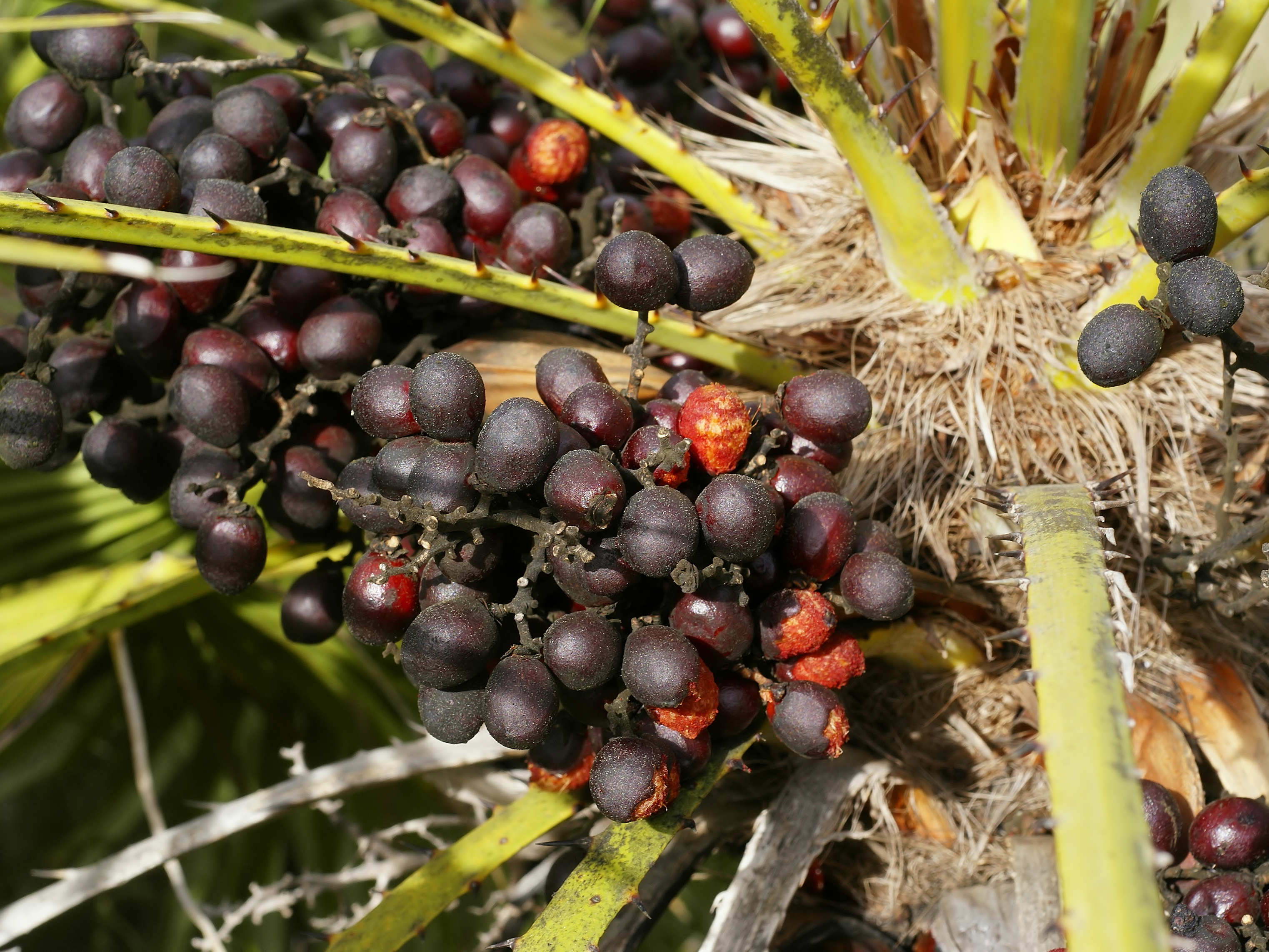
Стиглі плоди
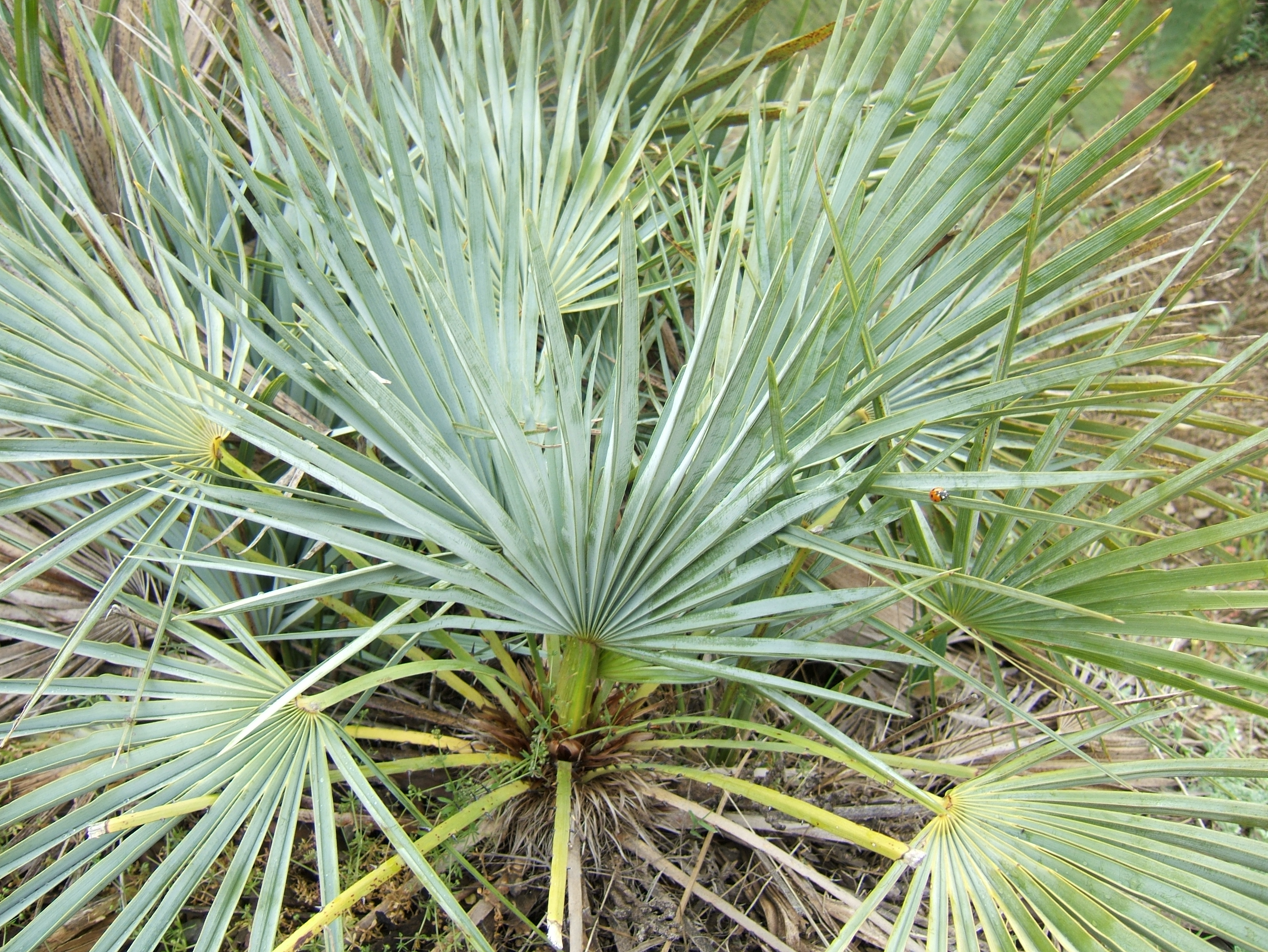
Рослина
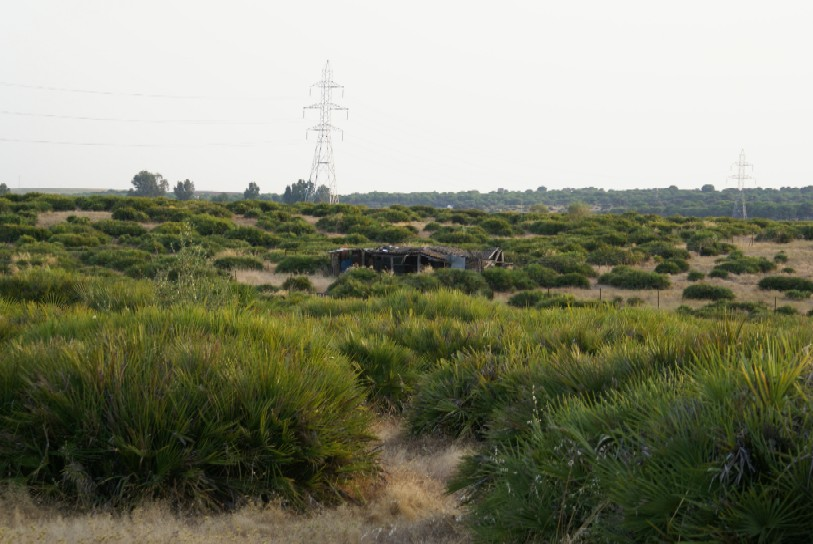
Угрупування рослин в Іспанії